# Kostel Všech svatých (Boskovice)
Římskokatolický kostel Všech svatých v Boskovicích patří mezi nejstarší stavby města.
Nejstarší písemná zmínka pochází z 15. století. Kostel samotný byl mnohokrát přestavován, takže původní podoba se může jen odhadovat. V kostele se nacházel obraz Všech svatých Jiřího Františka Třísky, boskovického rodáka, který pochází z roku 1664. Obraz je nyní uschován na farním úřadě. Další zajímavostí v kostele je kovaná renesanční kazatelna z roku 1626, která původně pochází z kostela sv. Jakuba Staršího. Kazatelna sem byla přesunuta, poté co v kostele svatého Jakuba staršího byly postaveny nové zděné kazatelny ve 40. letech 19. století.
Kostel je obehnán zdí, která tvořila ochranu hřbitovu, který se rozkládá okolo kostela. Poslední pohřby se zde konaly roku 1948. V roce 1998 byla provedena rekultivace areálu kostela a nyní slouží jako park.